# آدم ستنيسو غرابوسكي
آدم ستنيسو غرابوسكي (بالبولندية: Adam Stanisław Grabowski)‏ هو قسيس بولندي، ولد في 3 سبتمبر 1698، وتوفي في 15 ديسمبر 1766 في Lidzbark Warmiński ‏ في بولندا.